# سونتایم (بایرن)
سونتایم (به آلمانی: Sontheim) یک شهر در آلمان است که در اونترالگوی واقع شده‌است.